# Purda (gmina)
Purda – gmina wiejska w województwie warmińsko-mazurskim, w powiecie olsztyńskim. W latach 1975–1998 gmina położona była w województwie olsztyńskim. Jest to gmina rolniczo-turystyczna.
Siedziba gminy to Purda.
Według Narodowego Spisu Powszechnego 31 marca 2011 gminę zamieszkiwało 8157 mieszkańców. Natomiast według danych z 31 grudnia 2017 roku gminę zamieszkiwało 8658 osób. Według najnowszych danych z 31 grudnia 2019 roku gminę zamieszkiwało 8708 osób.

## Struktura powierzchni
Według danych z roku 2002 gmina Purda ma obszar 318,19 km², w tym:
- użytki rolne: 32%
- użytki leśne: 50%

Użytki rolne stanowią ponad 10 tys. hektarów, w tym 98,4% zajmują grunty orne, a 31,2% użytki zielone. W gminie znajduje się 445 gospodarstw rolnych.
Główne kierunki produkcji rolnej to: chów bydła mlecznego i opasowego, trzody chlewnej oraz produkcja zbóż konsumpcyjnych i paszowych.
W obrębie gminu znajdują się następujące jeziora: Klebarskie, Linowskie, Serwent, Pajtuńskie, Kośno, Łańskie, Mała Czerwonka, Duża Czerwonka, Łowne Duże, Gim oraz rzeka Kośna.
Gmina stanowi 11,2% powierzchni powiatu.

## Demografia

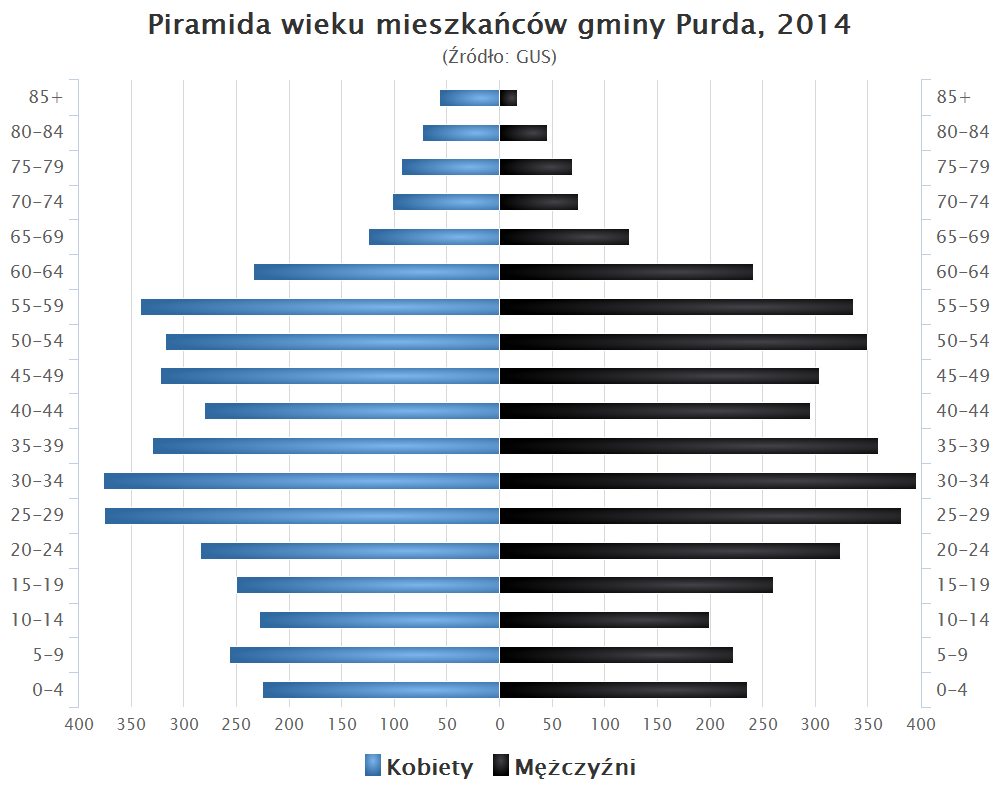
Piramida wieku mieszkańców gminy Purda w 2014 roku

Dane z 30 czerwca 2004:
| Opis                              | Ogółem | Ogółem | Kobiety | Kobiety | Mężczyźni | Mężczyźni |
| --------------------------------- | ------ | ------ | ------- | ------- | --------- | --------- |
| jednostka                         | osób   | %      | osób    | %       | osób      | %         |
| populacja                         | 7150   | 100    | 3543    | 49,6    | 3607      | 50,4      |
| gęstość zaludnienia (mieszk./km²) | 22,5   | 22,5   | 11,1    | 11,1    | 11,3      | 11,3      |

## Turystyka
Naturalne warunki przyrodnicze, duży odsetek lasów, kilkanaście jezior, brak większych zakładów przemysłowych, sprzyjają rozwojowi turystyki i agroturystyki. Wokół jezior znajdują się liczne ośrodki wypoczynkowe oraz gospodarstwa agroturystyczne, trasy kajakowe, ścieżki rowerowe i szlaki piesze. Do atrakcji przyrodniczych należą stanowiska ornitologiczne i skupiska rzadkiej roślinności.
Do ciekawych turystycznie miejsc można zaliczyć:
- piętrowe skrzyżowanie dwóch kanałów wodnych znajdujące się w miejscowości Silice (urządzenie hydrotechniczne zbudowane w latach 1840 – 1850).
- w miejscowości Klewki pałac z 1803 r.
- we wsi Pajtuny młyn pamiętający czasy krzyżackie.
- Rezerwat przyrody Jezioro Kośno

## Sołectwa
Bałdzki Piec, Butryny, Chaberkowo, Giławy, Kaborno, Klebark Mały, Klebark Wielki, Klewki, Marcinkowo, Nowa Kaletka, Nowa Wieś, Pajtuny, Patryki, Prejłowo, Przykop, Purda, Purdka, Silice, Stary Olsztyn, Szczęsne, Trękus, Trękusek, Zgniłocha.

## Pozostałe miejscowości
Bałdy, Biedówko, Bruchwałd, Dzierzgunka, Dziuchy, Gąsiorowo, Grabowo, Groszkowo, Groszkowo (osada leśna), Kaletka, Kołpaki, Kopanki, Kośno, Lalka, Linowo (wieś), Linowo (osada), Łajs, Mędrzyny, Nerwik, Nowe Pajtuny, Nowy Przykop, Nowy Ramuk, Ostrzeszewo, Pajtuński Młyn, Pokrzywy, Prejłowo, Purda Leśna, Silice, Stara Kaletka, Wesołowo, Wojtkowizna, Wygoda, Wyrandy, Zaborowo, Zapurdka.
1. 1046429 Grabowo kolonia
2. 0486474 Bałdy osada
3. 0486600 Biedówko osada
4. 1046375 Dzierzgunka osada
5. 1046381 Dziuchy osada
6. 1046406 Giławki osada
7. 1046435 Kaletka osada
8. 0486592 Klewki osada
9. 0486853 Kołpaki osada
10. 1046501 Linowo osada
11. 1046719 Nowe Pajtuny osada
12. 1046599 Pajtuński Młyn osada
13. 1046607 Prejłowo osada
14. 0486793 Purda Leśna osada
15. 0486824 Stary Olsztyn osada
16. 0486860 Trękusek osada
17. 1046754 Wesołowo osada
18. 0486617 Wojtkowizna osada
19. 1046760 Zapurdka osada
20. 0486540 Groszkowo osada leśna
21. 1046464 Kośno osada leśna
22. 1046487 Lalka osada leśna
23. 1046576 Mędrzyny osada leśna
24. 1046582 Nowa Wieś osada leśna
25. 0486681 Nowy Ramuk osada leśna
26. 1046731 Przykopiec osada leśna
27. 0486480 Bałdzki Piec wieś
28. 0486882 Bruchwałd wieś
29. 0486497 Butryny wieś
30. 0486505 Chaberkowo wieś
31. 0486511 Gąsiorowo wieś
32. 0486528 Giławy wieś
33. 0486534 Groszkowo wieś
34. 0486563 Kaborno wieś
35. 0486570 Klebark Mały wieś
36. 0486586 Klebark Wielki wieś
37. 0486758 Kopanki wieś
38. 0486623 Linowo wieś
39. 0486630 Łajs wieś
40. 0486646 Marcinkowo wieś
41. 0486652 Nerwik wieś
42. 0486669 Nowa Kaletka wieś
43. 0486675 Nowa Wieś wieś
44. 0486764 Nowy Przykop wieś
45. 0486698 Ostrzeszewo wieś
46. 0486706 Pajtuny wieś
47. 0486712 Patryki wieś
48. 0486729 Pokrzywy wieś
49. 0486735 Prejłowo wieś
50. 0486741 Przykop wieś
51. 0486770 Purda wieś
52. 0486787 Purdka wieś
53. 0486899 Rykowiec wieś
54. 0486801 Silice wieś
55. 0486818 Stara Kaletka wieś
56. 0486830 Szczęsne wieś
57. 0486847 Trękus wieś
58. 0486876 Wygoda wieś
59. 0486907 Wyrandy wieś
60. 0486557 Zaborowo wieś
61. 0486913 Zgniłocha wieś

## Sąsiednie gminy
Barczewo, Dźwierzuty, Jedwabno, Olsztyn, Olsztynek, Pasym, Stawiguda